# Extranet
Extranet er betegnelsen for et netværk, der ligger uden for et firma, og benytter internetprotokoller som for eksempel TCP/IP, HTTP, POP3 og SMTP. Internettet kan opfattes som et extranet, men betegnelsen vil dog normalt blive anvendt til at beskrive for eksempel en kundes eller en leverandørs netværk, som et firma har adgang til.